# Thomas Naumann (Physiker)
Thomas Naumann (* 15. Juni 1953 in Dresden) ist ein deutscher Experimentalphysiker. 

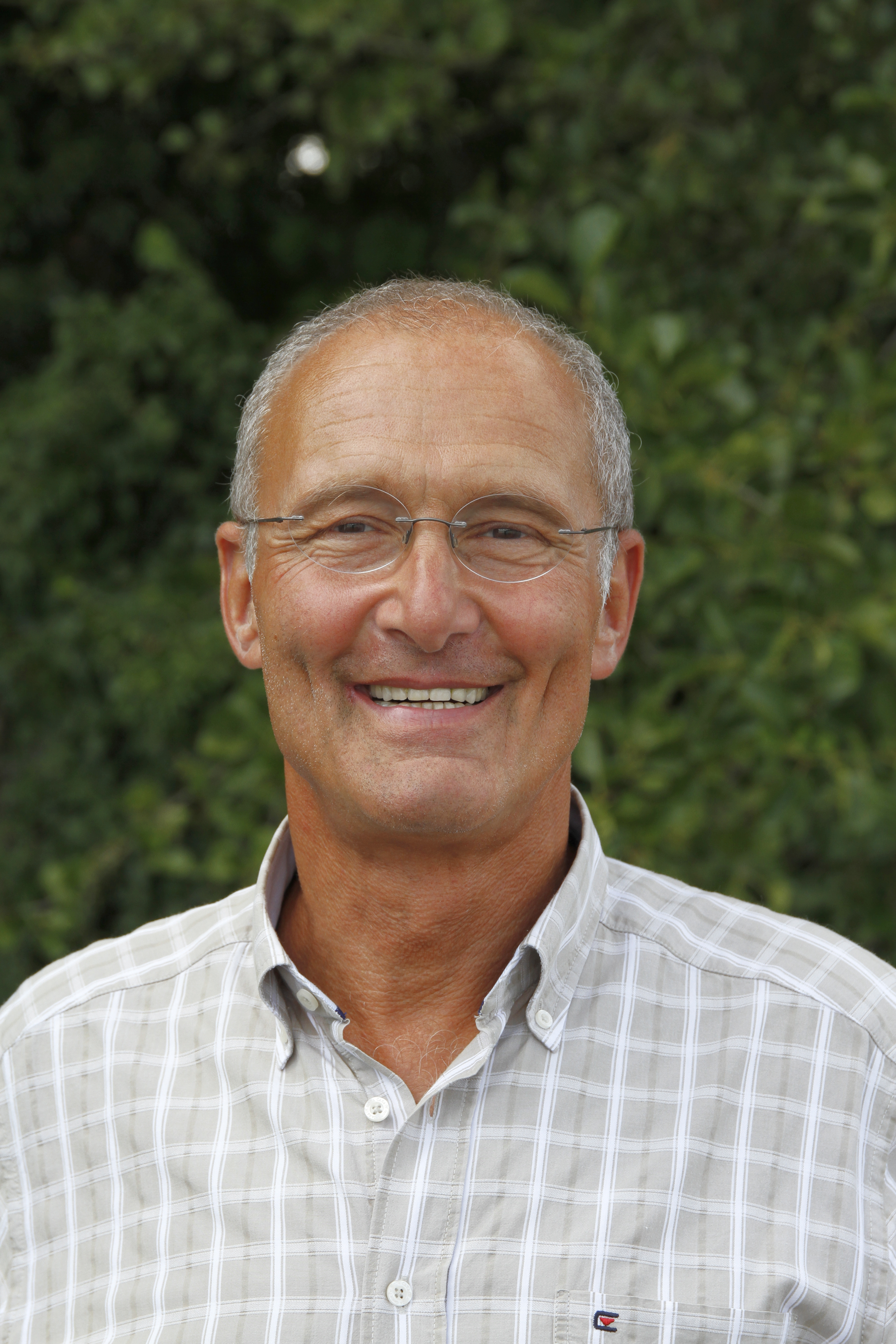
Prof. Dr. Thomas Naumann

 Er leitete bis zum Jahre 2020 die Gruppe Teilchenphysik am Deutschen Elektronen-Synchrotron DESY in Zeuthen und ist Mitglied des ATLAS-Experiments am Large Hadron Collider LHC des Europäischen Zentrums für Kernforschung CERN in Genf. Seit 1996 lehrte er gleichzeitig an der Universität Leipzig, von 2006 bis 2020 als Honorarprofessor.

## Werdegang
Thomas Naumann wurde 1953 als Sohn des deutsch-jüdischen Schriftstellers, Arztes und Kommunisten Friedrich Wolf und der Tanzpädagogin Irmgard Schaaf in Dresden geboren. Sein Vater starb im Jahre seiner Geburt. Die Mutter heiratete im Jahre 1959 den Pianisten und späteren Professor der Hochschule für Musik Carl Maria von Weber Dresden Karl-Heinz Naumann. Seine Halbbrüder Markus Wolf, Leiter des Auslandsgeheimdienstes der DDR von 1952 bis 1986, und Konrad Wolf, DEFA-Regisseur (Ich war neunzehn) und Präsident der Akademie der Künste der DDR von 1965 bis 1982, lernte Thomas Naumann erst in den 1980er Jahren persönlich kennen.
Nach dem Abitur an der Spezialklasse für Mathematik und Naturwissenschaften der Technischen Hochschule in Karl-Marx-Stadt, heute wieder Chemnitz, studierte er von 1971 bis 1975 an der Sektion Physik der Technischen Universität Dresden. Anschließend begann er als wissenschaftlicher Mitarbeiter am Institut für Hochenergiephysik in Zeuthen bei Berlin zu arbeiten, dem heutigen Zweitstandort des Deutschen Elektronen-Synchrotrons DESY. Naumann promovierte 1980 an der Humboldt-Universität zu Berlin über hochenergetische Reaktionen von Elementarteilchen und ist seit 1992 wissenschaftlicher Mitarbeiter des DESY. Am Elektron-Proton-Speicherring HERA des DESY arbeitete er ab 1987 im Rahmen des H1-Experiments in Hamburg an der Präzisionsmessung der Struktur des Protons und der Stärke der Kernkraft. Er war ab 2007 am Aufbau der Öffentlichkeitsarbeit für CERN und den LHC in Deutschland beteiligt. Im Jahre 2022 veröffentlichte er gemeinsam mit Ilja Bohnet ein Buch über fundamentale Fragen der modernen Wissenschaft.
Neben seiner wissenschaftlichen Tätigkeit verfolgt Thomas Naumann breite philosophische und literarische Interessen. Er ist Vorsitzender der Friedrich-Wolf-Gesellschaft und Mitglied im Beirat des Einstein Forums Potsdam. Er hielt Vorträge auf internationalen Fachtagungen über Einsteins Dialog mit Gott, das Multiversum, das Anthropische Prinzip und die Feinabstimmung der Naturkonstanten, das Verhältnis von Wahrheit und Schönheit, die deutschen Hymnen sowie über Bertolt Brechts Verhältnis zur Bibel. Zu letzterem Thema sowie der Rolle von Heilserwartungen in den totalitären Ideologien des 20. Jahrhunderts veröffentlichte er 2021 zwei Essays unter dem Titel Auf zum Letzten Gefecht. 2022 erschien in Zusammenarbeit mit dem Physiker und Autor Ilja Bohnet das populärwissenschaftliche Buch Das rätselhafte Universum zu fundamentalen Fragen der aktuellen Physik sowie ein Beitrag zur Rolle der Sprache in der Naturwissenschaft.
Thomas Naumann hat drei Söhne aus drei Ehen.

## Veröffentlichungen (Auswahl)
- Albert DeRoeck, Max Klein, Thomas Naumann, On the Asymptotic Behavior of F2 (x,Q2), Physics Letters B 385 (1996) 411-414. arXiv:hep-ph/9605276.
- H1 Collaboration, A Measurement of the Proton Structure Function F2 (x,Q2) at low x and low Q2 at HERA. Nuclear Physics B 497 (1997) 3-30. arXiv:hep-ex/9703012.
- Publikationen von Thomas Naumann auf der Online-Publikationsdatenbank der Teilchenphysik INSPIRE HEP.
- Thomas Naumann, Teilchen ohne Grenzen, in: Physik im Kalten Krieg, Hrsg. Christian Forstner und Dieter Hoffmann, Springer Spektrum, Berlin und Wiesbaden 2013, S. 57-66, ISBN 978-3-658-01050-8, https://doi.org/10.1007/978-3-658-01050-8_6[27].
- Thomas Naumann: Do we live in the best of all possible worlds? The fine-tuning of the constants of nature. In: European Physics Journal. Band 2017164, Nr. 07011. Web of Conferences 5. Dezember 2017, doi:10.1051/epjconf/201716407011.
- Thomas Naumann: Auf zum Letzten Gefecht, Edition Buchhaus Loschwitz, Dresden 2021, ISBN 978-3-9822049-8-7, 264 Seiten.
- Ilja Bohnet & Thomas Naumann: Das rätselhafte Universum – Die fundamentalen Fragen der modernen Wissenschaft. Franckh-Kosmos, Stuttgart 2022, ISBN 978-3-440-17346-6.